# Bodo (wieś)
Bodo – wieś w Rumunii, w okręgu Temesz, w gminie Balinț. W 2011 roku liczyła 481 mieszkańców. 